# Eilema trinitas
Eilema trinitas là một loài bướm đêm thuộc phân họ Arctiinae, họ Erebidae.